# Mathew Hayman
Mathew Hayman, né le 20 avril 1978 à Camperdown, est un coureur cycliste australien. Professionnel de 2000 à janvier 2019, il compte à son palmarès cinq victoires, dont une classique « monument », Paris-Roubaix, qu'il remporte en 2016.

## Biographie
Formé à la Rabobank, Hayman passe professionnel dans l'équipe mère en 2000. Il s'impose dès février 2001 sur le Trofeo Manacor, où à l'issue d'une échappée solitaire longue de 177 km au cours de laquelle il compte jusqu'à 21 minutes d'avance, il préserve plus de 4 minutes de marge sur le peloton. Malgré cet épisode espagnol, Hayman s'impose surtout comme un bon sprinteur et poisson-pilote, rôle qu'il joue chez Rabobank pour Óscar Freire puis Graeme Brown notamment, ce qui lui permet de participer au Tour d'Italie 2002 puis au Tour d'Espagne 2003. Il s'affirme également comme un bon spécialiste des classiques pavées, et termine ainsi dès 2003 10e de Gand-Wevelgem et 26e de Paris-Roubaix. La même année, il prend la quatrième place de son championnat national. En 2004, il termine également quatrième du Tour Beneden-Maas. 
La saison 2005 d'Hayman est plus fructueuse. Au printemps, il termine huitième d'À travers les Flandres et des Trois Jours de La Panne. Surtout, il remporte sa deuxième victoire professionnelle, le Tour de Saxe, pour 3 secondes, sans être monté sur le podium d'aucune étape. En 2006, il remporte en solitaire les Jeux du Commonwealth, puis prend la troisième place du Tour de Basse Saxe avant de participer au Tour d'Italie. En juin, il termine deuxième du Tour de Hollande-Septentrionale, battu au sprint par son compagnon d'échappée, Aart Vierhouten. En fin de saison, il prend la 14e place de Paris-Tours. 
En 2007, Hayman s'affirme un peu plus comme un sprinteur de bon niveau. Il assume la responsabilité de sprinteur sur Paris-Nice, où il termine sur le podium d'une étape, puis sur À travers les Flandres, dont il prend la quatrième place. Il termine également cinquième du Tour de Rijke au sprint. Sur le Tour Down Under 2008, il assume la même responsabilité, et obtient un nouveau podium d'étape. Cependant, à l'occasion de la 4e étape, il est percuté en plein sprint par Elia Rigotto, et se casse la clavicule. 
En 2009, Hayman s'illustre à nouveau sur les classiques flandriennes. Il prend une nouvelle huitième place sur À travers les Flandres, puis participe à l'échappée gagnante sur Gand-Wevelgem. Incapable de suivre Edvald Boasson Hagen, il prend tout de même la quatrième place, sa meilleure performance dans une classique. Quelques jours plus tard, il termine 20e de Paris-Roubaix.
En 2010, Mathew Hayman est recruté par la nouvelle équipe britannique Sky. Durant cette saison, il se classe notamment cinquième d'À travers les Flandres, treizième du Tour des Flandres et 24e de Paris-Roubaix. Il dispute ensuite le Tour d'Italie. En fin de saison, il fait partie de l'équipe d'Australie qui dispute chez elle le championnat du monde sur route, entre Melbourne et Geelong. 
En début de saison 2011, Hayman se classe troisième du Circuit Het Nieuwsblad. Il prend ensuite la quatrième place d'À travers les Flandres, la 21e place du Tour des Flandres et la dixième place de Paris-Roubaix. Il dispute en fin de saison la course en ligne des championnats du monde, puis obtient en octobre sa première victoire depuis cinq ans en remportant Paris-Bourges.
En 2012, il obtient son meilleur résultat sur Paris-Roubaix, terminant huitième. Après le Tour de Pologne en juillet, il arrête sa saison pour subir une arthroscopie, afin de soigner une déchirure du labrum dont il souffre depuis plusieurs années.
En 2013, il reprend la compétition en Australie lors du Tour Down Under. Il est victime d'une perforation d'un poumon et d'une côte fracturée à la suite d'une chute durant le Tour du Qatar.
Il est sélectionné pour la course en ligne des championnats du monde 2014.
Fin 2015, il renouvelle, pour deux ans, le contrat qui le lie à la formation Orica-GreenEDGE.
Lors de la première des classiques flandriennes 2016, le Circuit Het Nieuwsblad, il a le rôle de capitaine de route pour sa formation. Il ne termine cependant pas cette course en raison d'une chute qui lui entraîne une fracture du radius droit. De retour au début du mois d'avril lors du Grand Prix Miguel Indurain, il remporte une semaine plus tard, le 10 avril 2016, Paris-Roubaix, lors de sa quinzième participation. Membre de l'échappée initiale de la course, il s'impose au terme d'un sprint devant le quadruple vainqueur de l'épreuve Tom Boonen. Grâce à cette victoire, il est élu cycliste australien de l'année 2016.
En septembre 2018, il annonce qu'il souhaite prendre sa retraite de coureur à 40 ans le 20 janvier 2019 à l'issue du Tour Down Under. Il participe à la victoire de son coéquipier Daryl Impey sur la course, avant de terminer sa carrière. Par la suite, il continue à occuper des fonctions au sein de l'équipe Mitchelton-Scott.

## Palmarès et résultats

### Palmarès amateur
| - 1996 - 2e du championnat d'Australie du contre-la-montre juniors - 2e du championnat du monde du contre-la-montre juniors - 1997 - Grand Prix de la ville de Geel - 1998 - 1re étape de la Transalsace Espoirs - Caraco Omloop - 2e du Circuit de Campine - 2e de l'Internationale Wielertrofee Jong Maar Moedig | - 1999 - Champion des Pays-Bas sur route espoirs - Classement général du Triptyque des Monts et Châteaux - Deux Jours du Gaverstreek : - Classement général - 1re étape - 5e étape de la Flèche du Sud - 3eb étape de l'Olympia's Tour (contre-la-montre par équipes) - 2e de l'Olympia's Tour - 3e du Circuit de Campine |

### Palmarès professionnel
| - 2001 - Challenge de Majorque : - Classement général - Trofeo Sóller - 2005 - Classement général du Tour de Saxe - 2006 - Médaillé d'or de la course en ligne des Jeux du Commonwealth - 2e du Tour du Nord des Pays-Bas - 3e du Tour de Basse-Saxe - 2009 - 4e de Gand-Wevelgem | - 2011 - Paris-Bourges - 3e du Circuit Het Nieuwsblad - 10e de Paris-Roubaix - 2012 - 8e de Paris-Roubaix - 2013 - 3e d'À travers les Flandres - 2016 - Paris-Roubaix |

### Résultats sur les grands tours

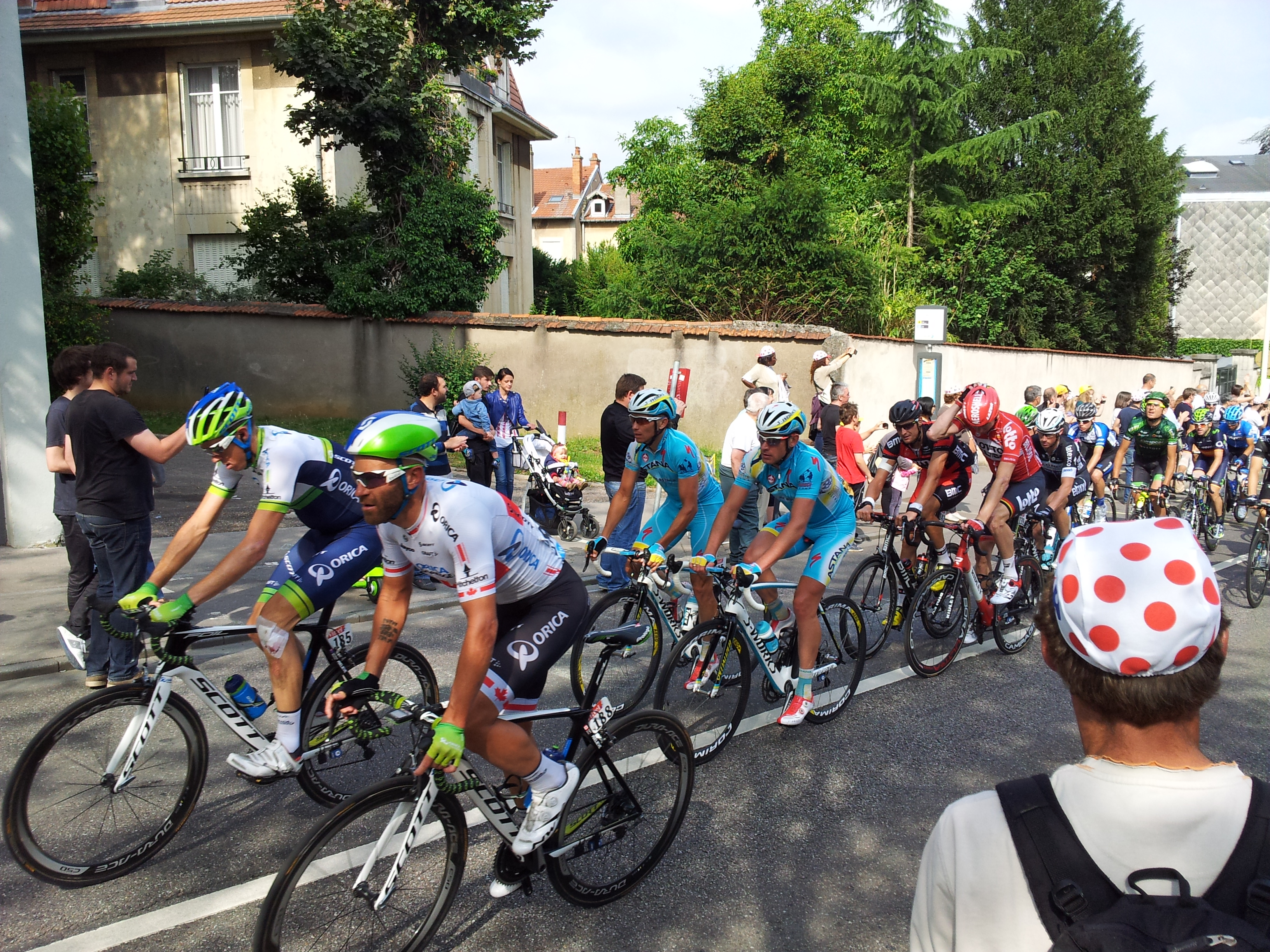
Mathew Hayman (second plan) au côté de Svein Tuft dans la 7e étape du Tour de France 2014.

#### Tour de France
4 participations
- 2014 : abandon (10e étape)
- 2016 : 135e
- 2017 : 151e
- 2018 : 108e

#### Tour d'Italie
4 participations
- 2002 : 91e
- 2006 : 136e
- 2008 : hors délai (16e étape)
- 2010 : 105e

#### Tour d'Espagne
2 participations
- 2003 : 137e
- 2015 : 130e

### Classements mondiaux
| Année                                 | 2007 | 2008 | 2009 | 2010 | 2011 | 2012 | 2013 | 2014 | 2015 | 2016  | 2017  | 2018  |
| ------------------------------------- | ---- | ---- | ---- | ---- | ---- | ---- | ---- | ---- | ---- | ----- | ----- | ----- |
| UCI ProTour                           | 234e | 146e |      |      |      |      |      |      |      |       |       |       |
| Calendrier mondial                    |      |      | 98e  | nc   |      |      |      |      |      |       |       |       |
| UCI World Tour                        |      |      |      |      | 176e | 115e | 175e | nc   | nc   | 53e   | 178e  | 272e  |
| Classement mondial                    |      |      |      |      |      |      |      |      |      | 116e  | 652e  | 1162e |
| UCI Europe Tour                       |      |      |      |      |      |      |      |      |      | 1720e | 1349e | 1284e |
| UCI Asia Tour                         |      |      |      |      |      |      |      |      |      | 167e  | nc    | nc    |
| UCI Oceania Tour                      |      |      |      |      |      |      |      |      |      | 91e   | nc    | nc    |
|                                       |      |      |      |      |      |      |      |      |      |       |       |       |
| Légende : nc = non classéSource : UCI |      |      |      |      |      |      |      |      |      |       |       |       |

## Distinction
- Cycliste australien de l'année : 2016